# Healer
Healer ist eine deutsche Rock-Band aus Münster. 

## Geschichte
Die Band wurde im Jahre 2014 von den beiden Gitarristen Florian Füntmann und Robert Kahr gegründet. Füntmann spielt noch in der Band Long Distance Calling und war zuvor bei Misery Speaks aktiv, während Kahr noch in der Band Zodiac spielte. Als weitere Musiker kamen der Bassist Jonas Hülsermann, der Keyboarder Christian Landgraf und der Schlagzeuger Christian Demter hinzu. Landgraf wurde während der Fußball-Weltmeisterschaft 2010 als Mitglied der Gruppe Uwu Lena bekannt, die mit der Single Schland o Schland Platz vier der deutschen Charts erreichten. Nachdem die Band lange nach einem passenden Sänger gesucht hatte, fand man mit Michael Scheel einen Sänger mit Erfahrung in den Bereichen Oper und Musical.
Die Ähnlichkeit des Bandlogos mit dem Logo der Action-Figuren Masters of the Universe wurde laut Robert Kahr „bewusst in Kauf genommen“. Im Oktober 2015 veröffentlichte die Band ihr selbst betiteltes Demo, dass vom deutschen Magazin Rock Hard zum Demo des Monats gewählt wurde. Es folgten mehrere Konzerte im Vorprogramm von Saga, Uli Jon Roth, Scorpion Child oder Spiders sowie Auftritte bei kleinen Festivals. Christian Landgraf verließ später die Band und wurde durch Nils Weise ersetzt, der zuvor bei Orden Ogan spielte. Healer wurden vom in Osnabrück ansässigen Plattenlabel Timezone unter Vertrag genommen. Am 7. Dezember 2018 veröffentlichte die Band ihr Debütalbum Heading for the Storm.
Gitarrist Robert Kahr verließ im Februar 2019 aus beruflichen Gründen die Band und wurde durch Tobias Kersting ersetzt, der gleichzeitig bei Orden Ogan spielt. 

## Stil
Healer werden in der Regel den Genres Classic Rock bzw. Adult Orientated Rock zugeordnet. Robert Kahr nannte Bands wie Whitesnake, Foreigner, Rainbow und Survivor als größte Einflüsse. Florian Füntmann führte noch Bands wie Journey, Toto und UFO als Einflüsse auf. In Sachen Produktion wollen Healer „fett und modern, aber mit einem Retro-Touch klingen“.

## Diskografie
- 2015: Healer (Demo)
- 2018: Heading for the Storm